# Хібіни
Хібі́ни — найбільший гірський масив на Кольському півострові. Геологічний вік — близько 350 млн років. Найвища точка — гора Юдичвумчорр (близько 1200 м над рівнем моря).
Вершини платоподібні, схили круті з окремими льодовиками і сніжниками. Складений переважно нефеліновими сієнітами, з якими пов'язані родовища апатито-нефелінових руд.
Гірська тундра. На горі Вуд'яврчорр — полярно-альпійський ботанічний сад. Біля підніжжя розташовані міста Апатити і Кіровськ.

## Клімат
М'яка зима, пов'язана з порівняною близькістю Баренцевого моря, яке прогрівається теплою течією Гольфстрим. Полярна ніч триває з кінця грудня до початку січня (близько 4 тижнів). Часті циклони, різкі перепади атмосферного тиску. На відкритих місцях у верхів'ях гір вітри з швидкістю до 28 м/с. З вересня і до середини квітня можна спостерігати північне сяйво.
Літо коротке, в горах 60 — 80 днів без морозів. У передгір'ях період з середньою добовою температурою вище 10 °C триває близько 70 днів. Влітку також випадає максимум опадів. Полярний день від кінця травня до середини липня.

## Корисні копалини
Гірська порода багата на апатити — нефелінові руди, які є цінною сировиною для виробництва фосфатних мінеральних добрив. Видобувається облицювальний камінь хібініт. У 1930-х роках в Хібінах видобувався й перероблявся мінерал ловчорит, який використовувався для одержання рідкісноземельних металів і торію.